# William Sacheverell
William Sacheverell, född 1638, död den 9 oktober 1691, var en engelsk politiker.
Sacheverell var förmögen godsägare i Derbyshire, valdes 1670 till medlem av underhuset och blev där en bland de djärvaste oppositionsmännen mot Karl II:s och hovets politik. Efter Titus Oates avslöjanden (1678) om en förment katolsk sammansvärjning var Sacheverell den förste, som framkastade tanken på att kungens bror Jakob skulle uteslutas ur tronföljden.
Han deltog inte i det politiska livet under Jakob II:s regering (1685-1688), men invaldes efter statsvälvningen 1689 åter i underhuset och framträdde där som en bland whigpartiets ledande män. Sacheverells parlamentariska vältalighet beundrades mycket av hans samtid.